# گریت مونگهم
گریت مونگهم (به انگلیسی: Great Mongeham) یک روستا و محله مدنی در بریتانیا است که در Dover واقع شده‌است. گریت مونگهم ۷۶۲ نفر جمعیت دارد.